# 伊拉克—土耳其关系
伊拉克－土耳其关系是指伊拉克和土耳其之间的外交关系。
土耳其在巴格达设有大使馆，在摩苏尔、巴士拉和埃尔比勒设有总领事馆。伊拉克在安卡拉设有大使馆，在伊斯坦布尔以及加濟安泰普设有总领事馆。 

## 兩國軍事關係
伊拉克為了與土耳其共同打击库尔德工人党，1995年和1997年，伊拉克兩度與土耳其簽署协议，允許土耳其在在伊拉克境内駐軍。基地位于杜胡克省境內靠近兩國邊境的地方。
2012年10月，伊拉克政府不滿土耳其军队擅自进入伊拉克，並稱土耳其此舉“侵犯了伊拉克的主权和安全”。 2017年，伊拉克再度與土耳其与签署协议，允许土耳其军队在伊拉克北部追捕库尔德斯坦工人党成员。 
2017年4月25日，土耳其空军对伊拉克境內的辛賈爾發動袭击，造成5名佩什梅格士兵陣亡。伊拉克谴责土耳其此舉侵犯該國主權。 
2022年4月，土耳其开始在伊拉克北部对库尔德斯坦工人党发动爪锁行动。伊拉克外交部长谴责土耳其的軍事行動，称这是对伊拉克主权的侵犯。 
2022年7月20日，伊拉克杜胡克省一度假村遭炮击，造成至少八人死亡、23人受伤。伊拉克外交部表示这一袭击是土耳其对伊拉克主权的侵犯。土耳其外交部否认伊方指控。